# Little Giants
Little Giants är en amerikansk familjefilm/sportfilm/komedifilm från 1994, med Rick Moranis och Ed O'Neill i huvudrollerna. Filmen är regisserad av Duwayne Dunham och är skriven av James Ferguson, Robert Shallcross, Tommy Swerdlow, och Michael Goldberg, från en synopsis skriven av Ferguson och Shallcross. Den amerikanska biopremiären för filmen ägde rum den 14 oktober 1994.
Filmen släpptes på VHS i Sverige, i januari 1996 (exakt datum saknas).

## Handling
Filmen handlar om hur en ung tjej vid namn Becky O'Shea, tillsammans med fadern Danny O'Shea, bildar sitt eget fotbollslag, vid namn "Little Giants", detta efter att Beckys farbror, tillika Dannys bror, Kevin O'Shea, har nekat sin brorsdotter från att vara med i hans fotbollslag, "Cowboys". Trots att hela laget i stort sett består av helt urusla fotbollsspelare, så tänker de ändå inte ge upp hoppet, om att få krossa hela "Cowboys"-laget, i en enda stor uppgörelse.

## Rollista (i urval)
| Rick Moranis          | – Danny O'Shea           |
| Ed O'Neill            | – Kevin O'Shea           |
| Shawna Waldron        | – Becky "Icebox" O'Shea  |
| Devon Sawa            | – Junior Floyd           |
| Todd Bosley           | – Jake Berman            |
| Mike Zwiener          | – Rudy Zolteck           |
| Danny Pritchett       | – Tad Simpson            |
| Sam Horrigan          | – Spike Hammersmith      |
| Joey Simmrin          | – Sean Murphy            |
| Marcus Toji           | – Marcus "The Toe"       |
| Christopher Walberg   | – Timmy Moore            |
| Matthew McCurley      | – Nubie                  |
| Brian Haley           | – Mike Hammersmith       |
| Jon Paul Steuer       | – Johnny "Viper" Vennaro |
| Mary Ellen Trainor    | – Karen O'Shea           |
| Susanna Thompson      | – Patty Floyd            |
| Joe Bays              | – Harold Butz            |
| Rickey D'Shon Collins | – Briggs                 |
| Alexa Vega            | – Priscilla O'Shea       |
| Courtney Peldon       | – Debbie O'Shea          |
| Harry Shearer         | – Cliff Parsons          |
| Mark Holton           | – Mr. Zolteck            |
| Rance Howard          | – Präst                  |
| Dabbs Greer           | – Wilbur                 |
| Pat Crawford Brown    | – Louise                 |
| John Madden           | – Sig själv              |
| Steve Emtman          | – Sig själv              |
| Bruce Smith           | – Sig själv              |
| Emmitt Smith          | – Sig själv              |
| Tim Brown             | – Sig själv              |